# Coupe des champions de la CONCACAF 1985
Navigation
Édition précédente Édition suivante
La Coupe des champions de la CONCACAF 1985 était la vingt-et-unième édition de cette compétition.
Elle a été remportée par le Defence Force face au CD Olimpia sur le score cumulé de deux buts à un.

## Participants
Un total de 27 équipes provenant d'un maximum de 16 nations pouvaient participer au tournoi. Elles appartenaient aux zones Amérique du Nord, Amérique Centrale et Caraïbes de la CONCACAF.
Le tableau des clubs qualifiés était le suivant :
| Nation                                    | Club                          | Raison de qualification                          |
| Zone Amérique du Nord / Amérique Centrale |                               |                                                  |
| Troisième tour                            |                               |                                                  |
| Guatemala                                 | Aurora FC                     | Champion du Guatemala 1984.                      |
| Bermudes                                  | Hotels International          | Méthode de qualification inconnue.               |
| Premier tour                              |                               |                                                  |
| Mexique                                   | Club América                  | Champion du Mexique 1983-84.                     |
| Mexique                                   | Chivas de Guadalajara         | Second du championnat du Mexique 1983-84.        |
| Salvador                                  | Club Deportivo FAS            | Champion du Salvador 1984.                       |
| Salvador                                  | CD Águila                     | Second du championnat du Salvador 1984.          |
| Honduras                                  | CD Olimpia                    | Champion du Honduras 1984.                       |
| Honduras                                  | CD Vida                       | Second du championnat du Honduras 1984.          |
| Guatemala                                 | Deportivo Suchitepéquez       | Second du championnat du Guatemala 1984.         |
| États-Unis                                | Chicago Croatian              | Finaliste de la National Challenge Cup 1984.     |
| Zone Caraïbes                             |                               |                                                  |
| Tours d'entrée non connus                 |                               |                                                  |
| Jamaïque                                  | Boys' Town FC                 | Champion de Jamaïque 1983-84.                    |
| Jamaïque                                  | Tivoli Gardens                | Second du championnat de Jamaïque 1983-84.       |
| Antilles néerlandaises                    | Sport Unie Brion-Trappers     | Champion des Antilles néerlandaises 1984         |
| Antilles néerlandaises                    | CRKSV Jong Holland            | Vice-champion des Antilles néerlandaises 1984    |
| Suriname                                  | SV Robinhood                  | Champion du Suriname 1984.                       |
| Suriname                                  | SV Transvaal                  | Second du championnat du Suriname 1984.          |
| Trinité-et-Tobago                         | Defence Force                 | Champion de Trinité-et-Tobago 1985.              |
| Trinité-et-Tobago                         | San Francois National         | Second du championnat de Trinité-et-Tobago 1985. |
| Martinique                                | Aiglon du Lamentin            | Champion de la Martinique 1984.                  |
| Martinique                                | Golden Star de Fort-de-France | Second du championnat de la Martinique 1984.     |
| Guadeloupe                                | JS Capesterre                 | Champion de Guadeloupe 1983-84.                  |
| Guadeloupe                                | CS Moulien                    | Second du championnat de Guadeloupe 1983-84.     |
| Haïti                                     | Violette AC                   | Méthode de qualification inconnue.               |
| Haïti                                     | Racing Gonaïves               | Méthode de qualification inconnue.               |
| Guyane                                    | USL Montjoly                  | Champion de Guyane 1983-84.                      |
| Barbade                                   | Weymouth Wales FC             | Champion de Barbade 1984.                        |
| Îles Caïmans                              | Mont Joly                     | Champion des Îles Caïmans 1984.                  |

## Calendrier
| Tour                          | Nom                    | Date aller            | Date retour           | Équipes participantes | Équipes restantes |
| Phase de qualification (1985) |                        |                       |                       |                       |                   |
| 1                             | Phase de qualification | 9 avril - 20 novembre | 9 avril - 20 novembre | 27                    | 27 à 2            |
| Phase finale (1986)           |                        |                       |                       |                       |                   |
| 1                             | Finale                 | 19 janvier            | 26 janvier            | 2                     | 2 à 1             |

## Compétition

### Phase de qualification

#### ZoneAmérique du Nord/Amérique Centrale

##### Premier tour
| Date               | Pays | Club                    | Aller | Retour | Club                  | Pays | Commentaire                |
| 9 / 23 avril       |      | Club América            | 3-1   | 1-1    | Chivas de Guadalajara |      |                            |
| 28 avril / 1er mai |      | Chicago Croatian        | 0-4   | 0-2    | CD Olimpia            |      |                            |
| 24 / 26 mai        |      | Deportivo Suchitepéquez | 2-1   | 2-0    | CD Águila             |      | Matchs joués à Los Angeles |
| 24 / 26 mai        |      | CD Vida                 | 1-1   | 2-1    | Club Deportivo FAS    |      | Matchs joués à Los Angeles |

##### Deuxième tour
| Date                | Pays | Club                    | Aller | Retour | Club         | Pays | Commentaire                          |
| 30 juin / 7 juillet |      | Deportivo Suchitepéquez | 1-0   | 0-1    | CD Olimpia   |      | Tirs au but : 4-3                    |
| 23 / 30 juillet     |      | CD Vida                 | 1-0   | 0-3    | Club América |      | Matchs joués à Santiago de Querétaro |

##### Troisième tour
| Date            | Pays | Club                 | Aller | Retour | Club         | Pays | Commentaire                          |
| 25 mai / 2 juin |      | Hotels International | 0-0   | 0-3    | Aurora FC    |      |                                      |
| 20 / 27 août    |      | CD Olimpia           | 2-2   | 1-0    | Club América |      | Matchs joués à Santiago de Querétaro |

##### Quatrième tour
| Date            | Pays | Club      | Aller | Retour | Club       | Pays | Commentaire |
| 6 / 20 novembre |      | Aurora FC | 1-0   | 0-2    | CD Olimpia |      |             |

#### ZoneCaraïbes
Il y a très peu d'information sur les qualifications de la zone, on sait juste que le Defence Force a été le représentant de la zone caraïbes lors de la phase finale. Les matchs présentés ci-dessous sont les seuls dont on connaît les résultats.

##### Premier tour
| Date               | Pays | Club                  | Aller | Retour | Club                          | Pays | Commentaire       |
| 21 avril / 1er mai |      | Racing Gonaïves       | 0-0   | 0-1    | Golden Star de Fort-de-France |      |                   |
| 8 / 15 mai         |      | San Francois National | 1-2   | 1-2    | CS Moulien                    |      |                   |
| 2 / 16 juin        |      | CRKSV Jong Holland    | 0-0   | 0-0    | SV Transvaal                  |      | Tirs au but : 4-3 |

##### Deuxième tour
| Date            | Pays | Club                      | Aller | Retour  | Club               | Pays | Commentaire                           |
| 22 mai          |      | CS Moulien                | 1-0   | Forfait | Weymouth Wales FC  |      | Forfait entre les deux confrontations |
| 22 mai / 5 juin |      | Defence Force             | 1-0   | 1-0     | JS Capesterre      |      |                                       |
| 6 / 21 juillet  |      | SV Robinhood              | 0-1   | 3-2     | USL Montjoly       |      | Tirs au but : 3-4                     |
| 7 / 21 juillet  |      | Sport Unie Brion Trappers | 0-1   | 0-2     | CRKSV Jong Holland |      |                                       |

##### Troisième tour
| Date         | Pays | Club         | Aller | Retour | Club               | Pays | Commentaire |
| 17 / 28 août |      | USL Montjoly | 3-0   | 1-0    | CRKSV Jong Holland |      |             |

### Phase Finale

#### Finale
| Match aller     | Defence Force    | 2:0 | CD Olimpia | Stade Hasely Crawford Port-d'Espagne, Trinité-et-Tobago |  |
| 19 janvier 1986 | Buteurs inconnus |     |            |                                                         |  |

| Match retour    | CD Olimpia     | 1:0 | Defence Force | Stade Tiburcio Carias Andino Tegucigalpa, Honduras |  |
| 26 janvier 1986 | Buteur inconnu |     |               |                                                    |  |

| Champion de la CONCACAF 1985 |
| ---------------------------- |
| Drapeau de Trinité-et-Tobago |
| Defence Force Premier Titre  |